# Villamar, Michoacán de Ocampo
Villamar är en kommunhuvudort i Mexiko.   Den ligger i kommunen Villamar och delstaten Michoacán de Ocampo, i den centrala delen av landet, 400 km väster om huvudstaden Mexico City. Villamar ligger 1 534 meter över havet och antalet invånare är 3 028.
Terrängen runt Villamar är kuperad åt sydost, men åt nordväst är den platt. Runt Villamar är det ganska glesbefolkat, med 47 invånare per kvadratkilometer. Närmaste större samhälle är Sahuayo de Morelos, 13,1 km väster om Villamar. I omgivningarna runt Villamar växer huvudsakligen savannskog.